# 近藤太郎
近藤 太郎（こんどう たろう、1994年9月8日 - ）は、北海道北見市出身のスピードスケート選手。ANAエアポートサービス所属。専修大学在学中に2014年ソチオリンピックに出場。

## 略歴
駒澤大学附属苫小牧高等学校時代に全国高等学校スケート選手権大会スピード競技1000M・1500Mで優勝。高校卒業後は専修大学経営学部へ進学し、スピードスケート部に所属。
在学中に2014年ソチオリンピックに出場したが、1000Mは35位・1500Mでは31位に終わった。
大学卒業後は、ANAエアポートサービスに入社し競技を続ける。

## 主な戦歴
- 2010年10月- 全日本スピードスケート距離別選手権大会 3000M 優勝
- 2012年10月- 全日本スピードスケート距離別選手権大会 1500M 優勝
- 2014年 2月- オリンピック冬季競技大会（ソチ）出場
- 2015年 3月- ジュニアワールドカップファイナル 1500M 優勝
- 2015年12月- 日本スプリントスピードスケート選手権大会 1000M 優勝
- 2017年10月- 全日本スピードスケート距離別選手権大会 1500M 準優勝
- 2017年10月- 全日本スピードスケート距離別選手権大会 1000M 3位
- 2019年12月- 全日本スピードスケート選手権大会① シニア男子：1位(1000M) シニア男子:３位（1500M）
- 2019年12月- 全日本スピードスケート選手権大会② シニア男子：1位(1000M)
- 2019年    - ワールドカップスピードスケート（第5戦）Div.B：1位(1000m)